# Ascaris lumbricoides
Ascaris lumbricoides è un verme cilindrico della famiglia degli Ascarididae (nematodi fasmidiari). Il verme è causa della malattia detta "ascaridiasi".
Le infezioni sono asintomatiche in più dell'85% dei casi, soprattutto se il numero dei vermi è contenuto. I sintomi aumentano con il numero dei vermi presenti e possono includere dispnea e febbre all'esordio della malattia. A questi possono seguire sintomi di gonfiore addominale, dolore addominale e diarrea. I bambini sono più comunemente colpiti, e in questo gruppo l'infezione può anche causare scarso accrescimento ponderale, malnutrizione e difficoltà di apprendimento.

## Morfologia
A. lumbricoides è un grande verme nematode, bianco, la cui femmina adulta può raggiungere mediamente le dimensioni di 30 cm per 5 mm di diametro, mentre il maschio è più piccolo, misura circa 20 cm per 4 mm. La trasmissione nell'uomo avviene attraverso l'ingestione di uova che si schiudono nel duodeno liberando le larve che sono capaci di penetrare la parete dell'intestino e di diffondersi nella circolazione sanguigna. Il sangue trasporta le larve a fegato, cuore e polmoni. Le larve entro qualche settimana si accrescono per poi penetrare negli alveoli polmonari, per poi essere espulse o reingerite con l'espettorato. Le larve reingerite ritornano nell'intestino tenue e completano la maturazione nel digiuno. Qui la femmina, dopo essere fecondata dal maschio, depone le uova, fino a 200.000 al giorno. A. lumbricoides può sopravvivere nell'intestino per circa un anno.

## Epidemiologia
È diffuso in molte zone del mondo, in particolare in quelle con scarse condizioni igieniche e in cui si usano feci contaminate dalle uova come fertilizzante per terreni agricoli. L'infezione è facilitata da diversi fattori quali l'enorme numero di uova prodotto da ciascuna femmina del verme, la scarsa igiene, e la resistenza delle uova stesse, che sopportano bene temperature estreme e possono rimanere vitali per mesi.
In Cina si sta diffondendo la cattiva abitudine di mangiare le sue uova per dimagrire, rischiando gravi conseguenze per la salute: l'Ascaris vive nell'intestino e può arrivare a raggiungere i polmoni causando la morte dell'organismo che lo ospita.

## Prevenzione e terapia
La prevenzione si attua curando l'igiene, ossia favorendo l'accesso a water e a un accurato smaltimento delle feci. Le uova del verme si presentano nelle feci del paziente dopo 8 settimane dal contagio, che quindi diventa potenzialmente infettivo per altre persone. Il lavaggio delle mani con sapone sembra essere protettivo. Nelle aree in cui più del 20% della popolazione ne è affetto, si raccomanda di trattare ciascuno a intervalli regolari. La recrudescenza delle infezioni è comune. Non sono disponibili vaccini. I trattamenti raccomandati dall'Organizzazione Mondiale della Sanità sono i farmaci albendazolo, mebendazolo, levamisolo o pyrantel pamoato. Altri agenti efficaci includono tribendimidine e nitazoxanide.